# 早乙女優
早乙女 優（さおとめ ゆう、1983年8月15日 - ）は、日本の元AV女優。イオンプロモーションに所属していた。
神奈川県出身。身長：166cm 、スリーサイズ：B82（Cカップ）・W58・H85。

## 略歴
2006年4月にミリオン（ケイ・エム・プロデュースのレーベル）専属女優「ミリオンエンジェル」としてAVデビュー。
2007年3月、『これで引退!ラストエクスタシー 早乙女優』をもって引退。

## 作品

### アダルトビデオ
- 今、ミリオンエンジェルがスゴイ!（2006年4月21日、ケイ・エム・プロデュース）…共演:上戸あい、綾瀬メグ、春咲あずみ
- Ging Ging 早乙女優 完全版（2006年4月21日、ケイ・エム・プロデュース）※デビュー作
- ミリオン・ドリーム（2006年5月1日、ケイ・エム・プロデュース）共演:上戸あい、綾瀬メグ、春咲あずみ、如月カレン、早坂ひとみ、神谷姫、あいみ、天衣みつ　※AV OPEN 2006エントリー作品
- 完全撮りおろしスーパースター 4時間SPECIAL 3（2006年5月19日、ケイ・エム・プロデュース）他出演:小沢菜穂、神谷姫、如月カレン、あいみ、上戸あい、綾瀬メグ、桜朱音、春咲あずみ、秋元なつみ
- SUPER MODEL 早乙女優 完全版（2006年5月19日、ケイ・エム・プロデュース）
- もしも早乙女優が僕の彼女だったら… 完全版（2006年6月16日、ケイ・エム・プロデュース）
- 早乙女優 4時間（2006年7月21日、ケイ・エム・プロデュース）
- 今、ミリオンドリームがスゴイ! 2（2006年7月21日、ケイ・エム・プロデュース）…共演:上戸あい、綾瀬メグ、春咲あずみ 他
- バーチャルFUCK 春咲あずみとしようよ（2006年7月28日、宇宙企画）
- ミリオン・ドリーム～私立ミリ商の天使たち～ 完全版（2006年8月18日、ケイ・エム・プロデュース）…共演:上戸あい、綾瀬メグ、早乙女優、如月カレン、早坂ひとみ、あいみ、神谷姫、天衣みつ
- 風俗フルコース 早乙女優 完全版（2006年9月29日、ケイ・エム・プロデュース）
- 僕だけのアイドル 女子校生 早乙女優 完全版（2006年10月27日、ケイ・エム・プロデュース）
- 痴女フルコース 完全版 早乙女優（2006年11月24日、ケイ・エム・プロデュース）
- セル初超デジモ 早乙女優（2006年12月22日、レアル・ワークス）
- VERY BEST OF 早乙女優 完全版（2006年12月29日、ケイ・エム・プロデュース）
- 早乙女優が奥さんになってあげる（2007年1月19日、レアル・ワークス）
- レアル 早乙女優（2007年2月16日、レアル・ワークス）
- これで引退!ラストエクスタシー 早乙女優（2007年3月16日、レアル・ワークス） ※引退作
- 早乙女優 BEST 4時間（2007年4月20日、レアル・ワークス）